# Paula Ronay
Paula Katharina Helena Rónay, in Deutschland stets ohne Akzent – Ronay – geschrieben, (* 22. Oktober 1893 in Rußberg, Österreich-Ungarn; † 9. Dezember 1978 in Ost-Berlin) war eine ungarisch-deutsche Schauspielerin, Synchron- und Hörspielsprecherin.

## Leben und Wirken
Paulina Katharina Helena Rónay wurde im Herbst 1893 als Tochter von Árpád Rónay, einem Eisenwerksverwalter in Ruschkitza, und von Constantina Rónay, geborene Popovics, im heute rumänischen Banat geboren. Paula Rónay nahm Schauspielunterricht bei den Schwestern Wilhelmine und Adele Sandrock und begann ihre Bühnenlaufbahn 17-jährig in der Spielzeit 1910/11 am Deutschen Theater Berlin unter der Leitung Max Reinhardts, wo sie in der ersten Spielzeit nur kleine Rollen überantwortet bekam. Im April 1914 führte sie ein Gastspiel nach Wien, wo sie unter Reinhardts Regie an der Seite bedeutender Theatergrößen wie Alexander Moissi und Rudolf Schildkraut als Magd in dem Stück Der verlorene Sohn auftrat. Zum Jahresbeginn 1916 besetzte sie Richard Oswald mit dem Part der Tante in seiner ambitionierten Inszenierung Hoffmanns Erzählungen und ermöglichte Paula Ronay damit ihren ersten Auftritt vor der Kamera. Es sollte für viele Jahrzehnte ihre einzige Filmerfahrung bleiben. Anschließend verließ sie Berlin. In der Spielzeit 1916/17 wechselte die Künstlerin nach Leipzig und nahm ein Engagement an die dortigen Städtischen Theater unter der Intendanz von Max Martersteig an. 1919 fand sie sich im westfälischen Hagen ein und trat zwei Spielzeiten am dortigen Städtischen Schauspielhaus auf.
Nach der Eheschließung mit dem späteren Doktor der Philosophie Johannes Gieseler im Jahr 1920 beendete Paula Ronay vorübergehend ihre berufliche Laufbahn. Nachdem ihr Ehemann 1946 in sowjetischer Kriegsgefangenschaft verstorben war, nahm sie ihre künstlerische Tätigkeit wieder auf. Paula Ronay lebte in der DDR und erhielt in den 1950er und 1960er Jahren kleine bis mittelgroße Rollen am nunmehr in Ostberlin gelegenen Deutschen Theater. Nebenbei läutete sie ihre Rückkehr vor die Kamera ein, spielte aber bei der DEFA lediglich unbedeutende Chargen aller Arten. Beim DDR-Fernsehen konnte man sie auch in etwas größeren Nebenrollen sehen, so beispielsweise als die geschwätzige und heimlich bundesdeutsches Fernsehen schauende Nachbarin Emma Schmidt in der Familienserie Heute bei Krügers. Nebenbei wirkte sie auch als Synchronsprecherin, zum Beispiel beim polnischen Kinderfilm Die Geschichte vom Saffianschuh. Ronay, die im Alter von 66 Jahren Fritz Links geheiratet hatte, starb im Alter von 85 Jahren im Ostberliner Stadtteil Treptow; beigesetzt wurde sie auf dem Waldfriedhof Grünau.

## Filme
- 1916: Hoffmanns Erzählungen
- 1954: Abseits („Stacheltier“-Kurzfilm)
- 1956: Kawulke contra Meyer (Fernsehfilm)
- 1957: Der Fackelträger
- 1957: Zwei Mütter
- 1959: Tanja (Fernsehfilm)
- 1960: Johnny Belinda (Fernsehfilm)
- 1960: Heute bei Krügers (TV-Serie)
- 1961: Die letzte Nacht (Fernsehfilm)
- 1963: Der Andere neben dir (Fernsehfilm)
- 1966: Columbus 64 (Fernsehfilm, 4 Teile)
- 1966: Das Tal der sieben Monde
- 1967: Neuland unterm Pflug (TV-Serie)
- 1967: Ein sonderbares Mädchen (Fernsehfilm)

## Hörspiele
- 1958: Helmut Baierl: Die Feststellung (Bäuerin) – Regie: Herwart Grosse (Hörspielbearbeitung – Rundfunk der DDR)

Quelle: ARD-Hörspieldatenbank